# آرید مقل ساب
آرید مقل ساب یک کوه در لبنان است که در عکار، استان واقع شده‌است.